# Louis Serre
Louis Serre est un homme politique français né le 17 août 1873 à Lagnes (Vaucluse) et décédé le 8 janvier 1939 à Avignon (Vaucluse).

## Biographie
Titulaire d'un doctorat en droit, il prend la tête d'une entreprise industrielle à Avignon en 1897. Maire adjoint de cette ville de 1904 à 1910, il est ensuite investi dans l'animation de la chambre de commerce.
Elu député de Vaucluse en 1914, il siège sur les bancs du parti radical. Mais son activité parlementaire est fortement réduite après le déclenchement de la première guerre mondiale. Mobilisé dans l'infanterie, il n'est rendu à la vie civile qu'à la fin de la guerre, avec le grade de sous-lieutenant.
Battu aux élections législatives de 1919, où il figure sur une liste "républicaine", il est élu l'année suivante Sénateur, et siège au sein du groupe de la gauche démocratique.
Il y développe une activité relativement intense. En 1927, il est l'auteur d'une loi sur le crédit aux sociétés coopératives d'artisans.
Nommé ministre du Commerce et de l'Industrie du 31 janvier au 26 octobre 1933 dans le gouvernement Édouard Daladier (1), il retourne au sénat après la chute du gouvernement.
Battu aux sénatoriales de 1935 par Louis Gros, il se retire de la vie politique.